# Sacrifice (гурт)
Sacrifice — канадський треш-метал гурт з Торонто, Онтаріо. Гурт був створений ґітаристами Робом Урбінаті та Джо Ріко в 1983 році. Sacrifice відіграли визначну роль в андеграундній метал сцені 1980-х років у Торонто, і разом із Voivod, Razor і Annihilator вони вважаються одними з «Великої четвірки» канадського треш-металу . Група випустила чотири студійні альбоми, перш ніж розпастися в 1993 році. Після того, як у 2006 році вони вохзз`єдналися разом, щоб зіграти на концерті возз’єднання у 2009 році вирішили випустили свій п’ятий студійний альбом The Ones I Condemn на бразильському лейблі Marquee Records. Хоча гурт зіткнувся з численними змінами складу, особливо на початку свого існування, гітаристи-засновники Урбінаті, Ріко та басист Скотт Уоттс присутні на записі кожного студійного альбому і демо. Барабанщик Ґас Пінн також присутній на всіх записах, окрім демо Apocalypse Inside.

## Історія

### Формування та перші чотири альбоми
У 1983 році друзі Роб Урбінаті та Джо Ріко вирішили створити метал групу, яка грала кавер-версії своїх улюблених пісень. Вони залучили друга Ріко Скотта Уоттса, щоб грати на бас-гітарі, і Ендрю Бенкса на барабанах, якого замінив Крейґ Бойл. Співак Джон Балді, друг Бойла, також приєднався до групи . Разом вони записали пару репетиційних касет — із їхньою першою оригінальною піснею «Turn in Your Grave», а також різноманітними каверами пісень таких гуртів, як Black Sabbath, Metallica та Judas Priest .
На початку 1985 року більшість гурту вирішила рухатися до більш важкого та швидшого напрямку з Урбінаті на вокалі, витіснивши Балді та Бойла, який покинув гурт через творчі розбіжності, і тому їм потрібен був новий барабанщик. Ернст Флах його замінив лише на кілька концертів перед відходом, оскільки його стиль гри на барабанах не відповідав швидкому темпу, який група хотіла грати. Лише після того, як Ґас Пінн зв’язався з гуртом для прослуховування, вони нарешті знайшли постійного барабанщика, який їм підходив . Будучи у повному складі гурт привернув увагу працівника місцевого магазину звукозаписів Брайана Тейлора, який згодом звернувся до Sacrifice та їхніх друзів гурт Slaughter з угодою, що він профінансує демо записи для двох гуртів в обмін на прибуток, отриманий від продажу стрічок у його магазині . Обидва гурти погодилися на угоду і згодом Sacrifice випустили демо The Exorcism з новими оригінальними піснями . Пізніше того ж року Sacrifice виступили на розігріві на концерті Exodus в Торонто, які були в своєму першому північноамериканському турі. Sacrifice пояснюють зростання свого гурту та андерґраундної метал-сцени Торонто загалом завдяки своїй появі на цьому концерті. В результаті гурт підписав контракт з Diabolic Force . Восени 1985 року група прийшла на студію Future Sound для запису дебютного альбому Torment in Fire . Альбом був випущений у 1986 році в Канаді на Diabolic Force, а також на Metal Blade Records у Сполучених Штатах і на Roadrunner Records у Європі. До моменту виходу альбому група працювала над новим матеріалом.  У липні 1986 року гурт записав чергове демо в Open Sound Studio. Потім був успішний концерт в Кітченері, Онтаріо, разом з Megadeth перед виступом хедлайнера King Diamond . У вересні 1986 Sacrifice виступали у Квебеку та на фестивалі No Speed Limit у Spectrum у Монреалі разом із Possessed, Voivod, DRI та Agnostic Front . У листопаді 1986 року Sacrifice відкривали концерт Slayer під час їхнього туру Reign in Blood у Concert Hall у Торонто.
У січні 1987 року відбулися перші виступи за межами Канади з концертами в Детройті та Чикаґо . Далі були концерти в Канаді до квітня 1987 року. Потім гурт увійшов до студії Grant Avenue у Гамільтоні, щоб записати альбом Forward to Termination . Він був знову випущений на Diabolic Force, Metal Blade і Roadrunner Records для США та Європи . Також було знято кліп на пісню «Re-Animation».  За ними відбувся Мілуокійський метал-фестиваль у липні 1987 року разом із такими групами, як Death Angel, Trouble і King Diamond. У листопаді 1987 року вони грали з Nuclear Assault .  У грудні 1987 року відбулися виступи в Оттаві, Квебеку та Монреалі.
У грудні 1988 року гурт пішов в студію, щоб записати нове демо; Басист Скотт Воттс грав на електричній гітарі на кількох піснях. Кілька днів потому Sacrifice виступили на розігріві разом із Goo Goo Dolls для Motörhead у Баффало та Рочестері, штат Нью-Йорк. У 1989 році гурт записав ще одне демо. Через кілька місяців гурт увійшов до Phase One Studios у Торонто, щоб записати ще один альбом. Його продюсували Джо Прімо та Браян Тейлор. Знову випущений на Diabolic Force, альбом отримав назву Soldiers of Misfortune .  Альбом вийшов у 1990 році в Канаді, а 5 березня 1991 року — у США.  Вони також випустили відео на заголовний трек альбому. Наприкінці року відбувся тур із Razor . Барабанщик Ґас Пінн залишив гурт і його замінив Майк Розенталь, колишній член Dark Legion.  У 1991 році група гастролювала по США з британським гуртом Bolt Thrower і американським треш-гуртом Believer . 
У 1993 році Sacrifice повернулися до Phase One Studios, щоб записати альбом Apocalypse Inside, який був випущений 15 червня 1993 року на Metal Blade records. Він був спродюсований Дейвом Карло (гітарист Razor).  Протягом цього літа басист Скотт Воттс розлучився з гуртом і його замінив Кевін Вімберлі.  Після туру Сполученими Штатами в тому ж році, в якому гурт виступав на підтримку Death, Sacrifice припинив роботу.
Урбінаті сформував Interzone (разом з Кевіном Вімберлі), Tenet (у 2002 році) і War Amp (у 2005 році) . У 2004 році бразильський звукозаписний лейбл Marquee перевидав перші 3 альбоми гурту на дисках .
Хоча гурт зіткнувся з численними змінами складу, особливо на початку свого існування, гітаристи-засновники Урбінаті, Ріко та басист Скотт Уоттс присутні на записі кожного студійного альбому і демо. Барабанщик Ґас Пінн також присутній на всіх записах, окрім демо Apocalypse Inside.

### Возз'єднання
У 2006 році гурт возз'єднався і виступив у Торонто на фестивалі «День рівнодення II»,  Це було їх шоу возз'єднання, з якого було заплановано, але ще не випущено DVD Live Reanimation . Також у серпні 2006 року вони випустили компіляцію 198666, яка містить три демо-записи та живі треки ранніх років.
У 2008 році вони провели час на студії Rouge Valley у Торонто, щоб записати альбом The Ones I Condemn, випущений 6 липня 2009 року бразильським лейблом Marquee Records .
Наприкінці 2010 року Sacrifice об’єдналися з панк-рок групою Propagandhi, щоб випустити 7-дюймовий сингл, де обидва гурти виконують кавер-версії. Propagandi виклали хардкор/метал кросовер "Technocracy" Corrosion of Conformity, а Sacrifice - "Anthem" Rush . Кавер на пісню «Anthem» був включений як бонус-трек до канадського випуску The Ones I Condemn .
29 квітня 2011 року Sacrifice нарешті перетнули Атлантичний океан, щоб дати свій перший концерт в Європі, а саме в Німеччині на фестивалі Keep It True.
У лютому 2012 року Sacrifice перетнули Тихий океан, щоб виступити в Осаці, Японія, виступаючи хедлайнерами дводенного фестивалю True Thrash разом з Razor .
Sacrifice також виступали на заході Канади. Оригінальний і поточний склад грав 17 квітня 2015 року у Ванкувері в Rickshaw Theatre і 18 квітня 2015 року на Manitoba Metalfest у The Park Theatre у Вінніпезі.
Sacrifice виступили хедлайнерами 20-го ювілейного шоу Inertia Entertainment 27 лютого 2016 року в Оперному театрі Торонто.
До 2016 року Sacrifice працювали над новим матеріалом для продовження The Ones I Condemn .  Не було жодних новин про нову музику гурту до грудня 2020 року, коли вони випустили на YouTube демо-версію своєї першої пісні за понад десять років під назвою «World War V», яка з’явиться на майбутньому шостому студійному албомі гурту . Робота над альбомом продовжувала бути повільною до квітня 2022 року, коли басист Скотт Воттс написав у Facebook: «Я гарантую вам, що у нас немає лейбла, тому ми не поспішаємо із записом».  Барабанщик Ґас Пінн опублікував оновлення альбому в серпні 2023 року на сторінці Sacrifice у Facebook, зазначивши, що вони на «останніх підготовках» і готують новий матеріал, і запропонувавши дату випуску 2024 року 

## Склад
Поточні учасники
- Роб Урбінаті — вокал, соло-гітара та ритм-гітара (1983–1993, 2006–дотепер)
- Джо Ріко — соло-гітари та ритм-гітара (1983–1993, 2006–дотепер)
- Скотт Воттс — бас (1983–1993, 2006–дотепер)
- Гас Пінн − ударні (1985–1990, 2006–дотепер)

Колишні учасники
- Ендрю Бенкс — ударні (1983)
- Джон Болді — вокал (1983–1985)
- Крейг Бойл — барабани (1983–1985)
- Ернст Флах — ударні (1985)
- Майк Розенталь — барабани (1990–1993)
- Кевін Вімберлі — бас (1993)

## Дискографія

### Альбоми
- Torment in Fire (1986), Diabolic Force/Metal Blade/Roadrunner
- Forward to Termination (1987), Diabolic Force/Metal Blade/Roadrunner/Restless[en]
- Soldiers of Misfortune  (1990), Fringe Product – also, Metal Blade
- Apocalypse Inside (1993), Metal Blade
- The Ones I Condemn (2009), Marquee Records Brazil – Sonic Unyon/War on Music/Cyclone Empire

### Демо
- Rehearsal (1984)
- Rehearsal No. 2 (1985)
- The Exorcism (1985), Diabolic Force
- Demo 1987 (1987)
- Demo 1989 (1989)